# Renault 14
De Renault 14 is een compacte middenklasse hatchback van Renault geïntroduceerd in juni 1976. 

## Kenmerken
De auto kreeg een vooruitstrevende sterk afgeronde carrosserie, die door haar vorm in Frankrijk de bijnaam "la poire" (de peer) kreeg. Deze bijnaam werd in Frankrijk in 1977 ook in de commerciële communicatie gebruikt, maar was eerder negatief voor het imago van de auto dan dat het bijdroeg aan de populariteit ervan. De Renault 14 was de eerste productieauto zonder dakgoten, hetgeen mogelijk werd door nieuwe lasconstructies. Deze methode wordt nog steeds veelvuldig toegepast. Ook was de R14, na de R 5, een van de eerste auto's met volledige kunststof schildbumpers voor en achter.
In het gamma van Renault kwam de R14 tussen de R12 en de R6 en feitelijk kan hij als opvolger van de laatst genoemde worden gezien, hoewel de R6 nog tot 1980 werd geproduceerd. 
De R14 werd van 1976 tot en met 1983 geproduceerd in de Renaultfabrieken Douai (Noord-Frankrijk), Haren (België) en Palencia (Spanje); het totaal geproduceerde aantal bedraagt 999.250 stuks.

### Techniek
Met een lengte (402,5 cm) die ongeveer 17 cm meer was dan de R6 en 27,5 cm minder dan de R12 bood de auto relatief veel binnenruimte. Dit werd voornamelijk verkregen door de motor dwars voorin te plaatsen, achterover gekanteld onder een hoek van 72 graden. De motor was ontworpen door Française de mécanique in samenwerking met PSA Peugeot Citroën, die het blok onder ander toepaste in de Peugeot 104 en Citroën BX. Het viercilinderblok was geheel van aluminium, met bovenliggende nokkenas en aangebouwde versnellingsbak met gedeelde carter. Aanvankelijk was de inhoud 1218 cc, vanaf de facelift in 1980 werd de motor vergroot naar 1360 cc. Het vermogen varieerde van 57 tot 71 pk.

### Afmetingen
Beide versies verschilden maar op enkele punten.
| Model  | lengte  | breedte | hoogte  | wielbasis | gewicht |
| ------ | ------- | ------- | ------- | --------- | ------- |
| 1.2 TL | 4,020 m | 1,620 m | 1,400 m | 2,530 m   | 833 kg  |
| 1.4 TS | 4,020 m | 1,620 m | 1,400 m | 2,530 m   | 850 kg  |

## Uitvoeringen
Tijdens de lancering waren er twee uitvoeringen beschikbaar, de L en de TL, waarbij de eerste alleen over het hoogstnodige comfort beschikte en de TL de 'luxe' uitvoering was. In 1977 werd er voor de Europese markt een gelimiteerde serie geïntroduceerd, de Renault 14 Safrane. Deze auto werd enkel in een midden-bruine metallic kleur geleverd en was extra luxe uitgevoerd met onder andere bruine velours bekleding (zelfde tint als de carrosserie), lichtmetalen Dunlop-sportwielen, een quartzklokje, een afneembaar kaartleeslampje voor de voorpassagier en specifieke striping op de zijkanten. 15 jaar later zou de naam 'Safrane' worden gebruikt voor Renaults topmodel en opvolger van de R25. 

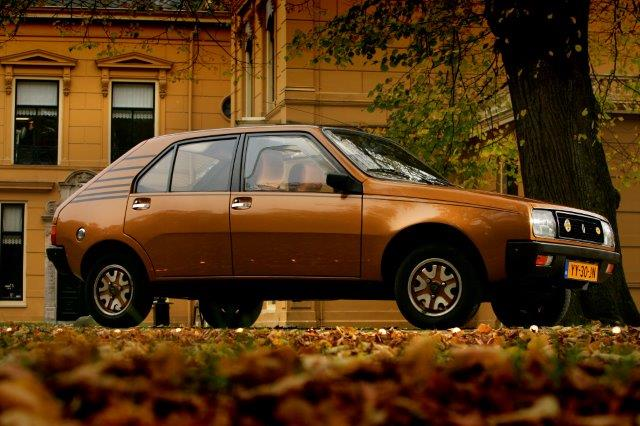
Renault 14 Safrane

In 1978 verviel de L en werd de GTL geïntroduceerd. De GTL was technisch gelijk aan de TL, maar luxer uitgevoerd met onder andere een middenconsole met quartzklokje, vast leeslampje rechtsvoor, velours bekleding, ruitenwisser met dubbele snelheden, verlichte asbak met aansteker voorin en optioneel te voorzien van o.a. hoofdsteunen en achterruitewisser/-sproeier. 
Kort na de GTL kwam de TS. De TS was, zoals gebruikelijk bij Renault, de sportieve uitvoering en beschikte over hetzelfde motorblok, maar, door toepassing van een dubbele caburateur, met meer vermogen, namelijk 70,5 pk in plaats van 57. Om het hogere vermogen te kunnen beteugelen, kreeg de TS een dikkere stabilisatorstang voor en eentje achter. Daarnaast was de R14TS, zeker voor die tijd, zeer luxe uitgevoerd  met onder meer halogeen koplampen, specifieke striping op de voorspatborden, elektronische toerenteller, zelfde middenconsole als de GTL, maar nu met koelvloeistoftemperatuurmeter en bediening voor de elektrische ramen (voor) erbij. Bovendien was de TS uitgerust met centrale portiervergrendeling op de vier portieren. De bumpers waren iets breder en antraciet van kleur, terwijl deze lichtgrijs waren op de TL en GTL. Tot slot kreeg de TS speciale 'petale' stoelen, stoelen voorzien van aparte lendensteunen en standaard hoofdsteunen. Dit alles en een achterruitenwisser/-sproeier was standaard. Opties waren o.a. metaalkleur en groot vouwdak (découvrable).

### Facelift

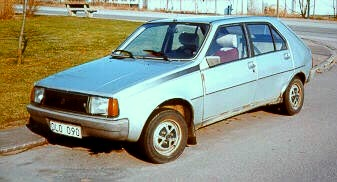
Renault 14 TS (na 1980)

Voor 1980 was een facelift voorzien waarbij de richtingaanwijzers van de voorbumper verhuisden naar weerszijden van de grille. De motor van de GTL en TS werd vergroot naar 1360cc, bij gelijkblijvende vermogens. De GTL werd optioneel leverbaar met een 5-versnellingsbak die de TS standaard kreeg. Ook werd er een nieuwe uitvoering geïntroduceerd: de LS, deze had de techniek van de TS, het uitrustingsniveau van de TL en was bedoeld voor mensen die graag meer motorvermogen wensten, maar niet direct de extra luxe. Vanaf 1980 werd de carrosserie veel beter behandeld tegen corrosie, waardoor een mooi model vanaf de facelift nog steeds makkelijk te vinden is. Mooie exemplaren van de eerste fase zijn zeldzaam.
Voor de Spaanse markt introduceerde FASA-Renault de 14 GTS, vrijwel gelijk aan de TS, maar o.a. voorzien van verchroomde metalen overriders op de bumpers.
In 1983 introduceerde Renault de R11, de hatchbackuitvoering van de R9 en opvolger van de R14. De R11 was zowel in drie- als vijfdeursuitvoering verkrijgbaar; de 14 altijd als vijfdeurs.
In productie:
5 E-Tech · 
Arkana · 
Austral · 
Captur · 
Clio · 
Espace · 
Kadjar · 
Kangoo · 
Koleos · 
Master · 
Mégane · 
Mégane E-Tech · 
Rafale · 
Scenic E-Tech · 
Symbioz · 
Symbol · 
Trafic · 
Twingo · 
Twingo Electric · 
Zoe

Uit productie:
3 · 
4 · 
5 · 
6 · 
7 · 
8 · 
9 · 
10 · 
11 · 
12 · 
14 · 
15 · 
16 · 
17 · 
18 · 
19 · 
20 · 
21 · 
25 · 
30 · 
2CV · 
4CV · 
Avantime · 
Caravelle · 
Dauphine · 
Domaine · 
Estafette ·
Express · 
Floride · 
Fluence ·
Frégate · 
Fuego · 
Juvaquatre ·
Laguna · 
Latitude · 
Modus · 
Nervastella · 
Novaquatre · 
Ondine · 
Prairie · 
Primaquatre · 
Rodeo · 
Safrane · 
Savanne · 
Scénic · 
Spider · 
Talisman · 
Thalia · 
Twizy · 
Vel Satis · 
Vivasport · 
Vivastella · 
Wind